# Hirano Nagayasu
Hirano Nagayasu (平野 長泰?; 1559 – 1628) è stato un samurai giapponese del periodo Sengoku ed Edo, servitore del clan Toyotomi e una delle Sette lance di Shizugatake.

## Biografia
Terzo figlio di Hirano Nagaharu nel 1579 Nagayasu iniziò a servire Hashiba Hideyoshi seguendo la tradizione di famiglia. Quando Shibata Katsuie si contrappose a Hideyoshi dopo l'incidente di Honnō-ji, Nagayasu si distinse particolarmente nella successiva battaglia di Shizugatake assieme ad altri sei samurai e divenne famoso il tutto il Giappone come una delle Sette lance di Shizugatake ricevendo 3.000 koku come ricompensa. Nagayasu si mise in evidenza anche durante la battaglia di Komaki e Nagakute lottando sempre al fianco di Hideyoshi.
Nagayasu si schierò con Tokugawa Ieyasu durante la battaglia di Sekigahara, servendo Hidetada nella zona di Aizu. 
Tuttavia durante la campagna di Osaka Nagayasu chiese di schierarsi con Toyotomi Hideyori ma gli fu negato il permesso. Divenne successivamente un Hatamoto.